# آنا لوزانو
آنا لوزانو (بالإسبانية: Ana Lozano)‏ هي منافسة ألعاب القوى إسبانية، ولدت في 22 فبراير 1991 في وادي الحجارة في إسبانيا.

## وصلات خارجية
- آنا لوزانو على موقع الاتحاد الدولي لألعاب القوى (الإنجليزية)
- آنا لوزانو على موقع الدوري الماسي (الإنجليزية)